# Larkin Administration Building
Il Larkin Company Administration Building fu un edificio progettato da Frank Lloyd Wright per la Larkin Soap Company, situato a Buffalo, New York. Completato nel 1906, l'edificio divenne un'icona dell'architettura del XX secolo, noto per le sue innovazioni tecniche e il design radicale. Tuttavia, nonostante il suo successo iniziale, il Larkin Building fu demolito nel 1950 .
Nonostante la demolizione, il Larkin Building continua a essere ricordato come un capolavoro dell'architettura moderna. La sua combinazione di funzionalità, estetica innovativa e uso di nuove tecnologie influenzò molti progetti successivi, inclusi altri edifici di Wright come gli Uffici S.C. Johnson Wax Administration Building e il Unity Temple. L'edificio rimane un simbolo dell'ingegnosità e della visione di Frank Lloyd Wright nel trasformare l'architettura commerciale in uno spazio che promuoveva il benessere dei lavoratori, integrando la funzionalità con un design avanzato e simbolicamente ricco .

## Storia e contesto
La Larkin Company, fondata nel 1875 da John D. Larkin come azienda di produzione di sapone, crebbe rapidamente, diventando uno dei più grandi e influenti produttori di beni di consumo negli Stati Uniti. All'inizio del XX secolo, con il successo crescente dell'azienda, i dirigenti desiderarono un nuovo quartier generale che riflettesse il loro spirito di produttività e modernità. Decisero di commissionare il progetto a Frank Lloyd Wright, che all'epoca stava iniziando a farsi un nome con i suoi progetti residenziali innovativi .

## Progetto e caratteristiche architettoniche
Il Larkin Building fu un edificio a cinque piani, realizzato con mattoni di colore rosso scuro e mortaio rosa, progettato per rispondere alle necessità funzionali dell'azienda. Wright creò uno spazio centrale aperto, una sorta di cortile o "navata", di 23 metri di altezza, illuminato naturalmente da lucernari, che diventò un elemento distintivo dell'edificio. Le balconate interne, che circondavano la corte centrale, furono progettate per favorire la comunicazione tra i dipendenti e promuovere un senso di comunità, con spazi per il relax e la socializzazione .
Tra le innovazioni tecnologiche introdotte da Wright c'era un sistema di condizionamento dell'aria, riscaldamento radiante, finestre doppie ermetiche e arredi progettati dallo stesso architetto. Inoltre, l'edificio includeva un giardino sul tetto, una biblioteca, sale da pranzo, una cucina e anche aule per la formazione dei dipendenti. Le decorazioni esterne, tra cui sculture e bassorilievi di Richard Bock, erano ispirate ai temi della produttività e del lavoro, con frasi che celebravano il valore dell'impegno .

## Accoglienza e significato
Il progetto del Larkin Building fu inizialmente accolto con entusiasmo, soprattutto in Europa, dove l'edificio divenne simbolo di un'architettura funzionale e moderna. Wright stesso descrisse l'edificio come un'espressione di potere e scopo pratico, paragonandolo a navi oceaniche, aerei e automobili per la loro applicazione diretta alla funzionalità. Nonostante ciò, l'edificio fu criticato duramente da alcuni contemporanei, che lo definirono un "mostro di goffaggine", in particolare per il suo allontanamento dallo stile Beaux-Arts prevalente all'epoca .

## Demolizione
Nel 1939, la Larkin Company affrontò difficoltà economiche e decise di rimodellare l'edificio per adattarlo a nuovi usi, tra cui uno spazio commerciale al piano inferiore. Tuttavia, l'azienda continuò a declinare e, nel 1943, la Larkin Building fu venduta a un imprenditore di Harrisburg, ma il suo utilizzo fu limitato. Nel 1945, il Comune di Buffalo assunse il controllo dell'edificio a causa di un pignoramento per imposte non pagate, ma non riuscì a trovare acquirenti interessati. Nonostante diversi tentativi di salvare l'edificio, tra cui proposte di conversione in centri ricreativi o uffici pubblici, l'edificio venne progressivamente abbandonato e distrutto .
Nel 1949, il Consiglio Comunale accettò un'offerta di $5.000 per la demolizione dell'edificio, e nel febbraio del 1950 iniziarono i lavori di smantellamento, che si conclusero nel luglio dello stesso anno. La demolizione fu lunga e complessa a causa della solidità della struttura, progettata per durare "per sempre". Dopo la demolizione, l'area fu destinata a un parcheggio e, successivamente, a un terminal per camion .